# Schwulenarchiv Schweiz
Schwulenarchiv Schweiz (SAS; en español: «Archivos Gais Suiza»), es una asociación con sede en Zúrich, Suiza, se fundó el 10 de julio de 1993 con el fin de recopilar y preservar la documentación y todo tipo de material referente a la homosexualidad en Suiza. 
La primera base la formaron los archivos de las asociaciones regionales, que pronto fueron completadas con los de las organizaciones nacionales. A él se unieron cada vez más legados privados que incluían diarios, fotografías, obras de arte, etc., entre los que se encontraba mucho material que se creía perdido de la asociación «Der Kreis». Otro de los legados incluía diarios (74 tomos), cartas, poesías y fotos, que documentaban sobre todo la vida de gais en las áreas rurales de Suiza. Un segundo centro de gravedad lo forma la colección de revistas suizas, sobre todo la de Der Kreis - Le Cercle - The Circle (1943–1967), de distribución mundial, así como de sus predecesoras y sucesoras.
En 1993 se pudo firmar un contrato de depósito con el Schweizerisches Sozialarchiv en Zúrich, que se responsabiliza de la catalogación y conservación de la colección, además de ponerla a disposición del público. La primera clasificación así como la propiedad quedaban bajo responsabilidad del SAS. Para garantizar la conservación a largo plazo de la colección, se fundó en 2009 el «Heinrich Hössli Stiftung für Homosexualität in Kultur und Geschichte» («Fundación Heinrich Hössli para la Homosexualidad en la Historia y la Cultura»); al que se trasladarán en el futuro la propiedad de los materiales de la colección.
Los documentos del archivo se emplean a menudo en exposiciones como por ejemplo la gran exposición «Goodbye to Berlin? 100 Jahre Schwulenbewegung» (1997; «¿Adiós a Berlín? 100 años de movimiento gay»), en la exposición «unverschämt» (2002; «desvergonzado») en el Stadthaus de Zúrich y en el Unternehmen Mitte (2004) en Basilea. También han servido para la creación de una página de Internet sobre la historia de los gais en Suiza.